# Бишоп (Marvel Comics)
Лукас Бишоп (англ. Lucas Bishop, часто называется только по фамилии) — персонаж комиксов издательства Marvel Comics, мутант из будущего, член Людей Икс.

## История публикаций
Лукас Бишоп создан писателем Вилсом Портасио и художником Джимом Ли и впервые появился в Uncanny X-Men #282 (ноябрь 1991). Бишоп имел четыре ограниченные серии, в том числе одноимённую Bishop, где он воевал со злодеем по имени Маунтджой, XSE, которая продемонстрировала его прошлое (будущее), и его продолжение — Bishop: Xavier’s Security Enforcers. Кроме того, он объединился с Гамбитом противостоять Страйфу в Gambit and Bishop: Sons of the Atom. Он также действовал в серии Bishop: The Last X-Man (1999—2001), в которой был пойман в ловушку в другой альтернативной временной линии, и в District X (2004—2005), где появился в качестве полицейского в «Нью-Йорке — городе мутантов».

## Биография
Лукас Бишоп родился в 21-м веке нашей эры в альтернативном будущем, в котором Стражи, роботы, охотившиеся на мутантов, взяли под контроль Северную Америку. В этой временной линии профессор Чарльз Ксавье и большинство членов Людей Икс, основанной им команды мутантов, были убиты. Выжившие мутанты либо находятся в бегах, либо заключены в специальных лагерях.
Родители Лукаса бежали в Америку незадолго до того, как государство Австралия было уничтожено в результате тактического ядерного удара. Вскоре они были схвачены и помещены в лагерь для мутантов в Бруклине, Нью-Йорк. Там Лукас и его сестра Шарда родились и, как и другие мутанты, для идентификации помечены татуировкой «M» над правым глазом.
В конце концов люди и мутанты объединились и свергли Стражей, что стало известно как Восстание Саммерс. Тем не менее люди до сих пор сопротивлялись совместному сосуществованию с мутантами, а радикальные террористические группы мутантов, таких, как Эксгумы (Exhumes), воевали с людьми. Один из ветеранов Восстания Саммерс, мутант по имени Хекэйт, заявил, что для людей неприемлемо выслеживать мутантов-преступников, и мутанты должны охранять себя сами. Таким образом Хекэйт и другие мутанты-ветераны образовали Орган безопасности Ксавье (О.Б.К.), названный в честь Чарльза Ксавье и его мечты о мирном сосуществовании между мутантами и людьми.
После смерти своих родителей Лукас и Шарда жили со своей бабушкой, которая сама была мутантом. Она рассказывала им истории о героизме Людей Икс и поручила им следовать мечте Ксавье о мире между мутантами и остальным человечеством. Однажды, когда Лукас и Шарда были ещё детьми, два члена О.Б.К. преследовали Вираго, члена Эксгумов. Вираго была близка к тому, чтобы убить Бишопа, когда один член О.Б.К. выстрелил в неё и убил. До того момента Лукас считал О.Б.К. своими врагами, а Эксгумов героями, но с тех пор он захотел присоединиться к О.Б.К.
Позже Бишоп и Шарда сами напали на мутантов-преступников. Бишоп попытался спасти от них свою сестру, но это сделали два члена О.Б.К., которые остановили преступников. Находясь под впечатлением от Бишопа, участники О.Б.К. предложили Лукасу вступить в организацию. Бишоп заявил, что вступит при условии, что Шарда также будет принята. Таким образом, Лукас и Шарда стали курсантами в Академии О.Б.К. под руководством Хекэйта. Среди других членов их класса был мутант по имени Тревор Фицрой.
Бишоп и Шарда в конечном итоге окончили Академию и стали офицерами О.Б.К. Однако Шарда стала командиром Лукаса. Бишоп довольствовался рангом пониже, потому что мог работать на улицах вместе со своими друзьями и коллегами из О.Б.К. Малькольмом и Рэндаллом.
Фицрой в конце концов оказался преступником и был заключён в тюрьму, но бежал с другими мутантами-преступниками через портал во время Людей Икс. Бишоп, Малькольм и Рэндалл следуют за ним, зная, что у них не будет возможности вернуться обратно в своё время. Оказавшись в прошлом, троица выследила Фицроя в битве между Людьми Икс и Стражами. Столкнувшись с легендами своей молодости, Бишоп не сразу поверил в это. В конце концов, отряд Бишопа был убит силами Фицроя во время смертельной перестрелки. Только благодаря вмешательству Людей Икс тяжело раненый Бишоп выжил.
Наконец примирившись с тем, что он оказался брошенным во времени, Бишоп был удостоен предложения Профессора Икс присоединиться к команде, членов которой Лукас боготворил с детства. Бишоп нашёл новую цель в жизни, сражаясь рядом с Людьми Икс, чтобы предотвратить генетические войны, которые для него были историей. Первоначально беспокоясь в связи с наличием Бишопа в команде, Люди Икс вскоре поняли, что он был преданным учеником профессора Ксавье.
За время работы с Людьми Икс Бишоп сыграл важную роль в возвращении временной линии в нормальное состояние, после того как она была искажена Легионом, мутантом и сыном Профессора Икс, который путешествовал в прошлое, чтобы убить Магнето, но по неосторожности вместо него убил своего отца. Бишоп также спас жизни своих товарищей по команде от злодея, известного как Натиск. В своё время Бишоп знал о предателе в рядах Людей Икс, который в конечном итоге приведёт их к смерти. Какое-то время он полагал, что это Гамбит, но после того, как стало известно, что предателем был не кто иной, как Профессор Икс, хотя и в качестве Натиска, Бишоп смог вмешаться и помешать Натиску убить Людей Икс.
После того, как Люди Икс были разделены во время возвращения на Землю после миссии в далёком космосе, Бишоп был тяжело ранен. О нём заботилась инопланетянка Птица смерти, которая хотела использовать Бишопа в попытке отнять трон межгалактической империи Ши’ар у её сестры Лиландры. Пройдя через несколько межзвёздных приключений, Бишоп сумел вернуться на Землю к Людям Икс.

## Силы и способности

Бишоп — мутант, который может поглотить большинство видов энергии, направленной в его сторону. Он может повторно направить её через своё тело в виде шокирующих взрывов, или в той же форме, в какой она была поглощена. Это повторное перенаправление энергии, по-видимому, может навредить существам, которые, как правило, не защищены от своих собственных сил. В связи с характером его сил, его самого очень трудно повредить энергетическими атаками.
Также Лукас может хранить поглощённую энергию в его личном резерве, сохранение этой энергии в теле даёт Бишопу ряд преимуществ, включая:
- Сверхчеловеческую силу: пределы силы, каких может достичь Бишоп до сих пор не установлены, но они превосходят человеческий уровень, что было видно когда он поднимал грузовик с полностью заполненным контейнером.
- Выносливость: энергия, которую поглощает Бишоп, даёт ему увеличенную до неопределённого уровня выносливость.
- Исцеление: поглощённая энергия так же даёт ему сверхчеловеческий исцеляющий фактор.
- Неуязвимость: когда Бишоп поглощает энергию его неуязвимость увеличивается до сверхчеловеческого уровня. Он способен выдерживать сверхсильные удары, а также выживать в арктических снегах.

Бишоп также обладает способностью инстинктивно знать, где он находится.

## Альтернативные версии

### Век Апокалипсиса
Лукас Бишоп был родом с Земли-1191, мира, в котором Люди Икс, казалось бы, были уничтожены одним из своих членов. При попытке захвата путешествующего во времени мутанта-преступника Фицроя, Бишоп в конечном итоге застревает в прошлом, и присоединяется к легендарной команде Людей Икс и сражается вместе с ними во многих миссиях.

### Ultimate
Во вселенной Ultimate Бишоп прибыл из будущего чтобы остановить Кейбла и предотвратить убийство Чарльза Ксавье. Он оказался в ловушке на Земле-1610 после того, как Люди Икс были расформированы, так как никто не смог предотвратить смерть Ксавье. Бишоп начал собирать свою собственную группу Людей Икс в Австралии.
Так как эта версия Бишопа пришла из будущего, его реальностью является не Земля-1610, а обозначена как Земля-2107.
Это воплощение Бишопа имеет способность изменения плотности тела, которая позволяет ему совершать подвиги даже в старости. Так же в его распоряжении есть огромное количество технологий из будущего.
В этой вселенной он был убит Росомахой.

### Люди Икс Нуар
Бишоп изображается как вышибала у Реми Лебо, владельца ночного клуба и казино под названием «Креольский клуб».

### Люди Икс: Конец
В этой реальности Бишоп имеет дочь по имени Алия Бишоп, рождённую Птицей Смерти.

### Дом М
Бишоп, страдающий потерей памяти, работает в Нью-Йоркской полиции, во время службы в которой преследует Фицроя в Адской кухне, а затем убивает его.

## Появление вне комиксов

### Фильмы
Омар Си сыграл Бишопа в фильме «Люди Икс: Дни минувшего будущего». В начале фильма он вместе с Китти Прайд сбегает назад во времени и уже в прошлом вместе с другими мутантами выживает. Затем при битве в китайском храме он был взорван из-за перегрузки энергии в его теле, который вызвали Стражи. В фильме мог поглощать молнии Шторм и солнечные лучи Санспота. Его дальнейшая судьба неизвестна.

### Телевидение
- Бишоп несколько раз появлялся в мультсериале Люди Икс, где его озвучил Филип Акин. На протяжении сериала он неоднократно перемещался из будущего в настоящее и прошлое для предотвращения различных угроз, случившихся в те времена и кардинально изменивших мир. В переводе канала РЕНТВ назван Квакером, вероятно из-за дословного перевода фамилии (Bishop (англ.) — епископ).
- Кевин Майкл Ричардсон озвучил Бишопа в мультсериале «Росомаха и Люди Икс», где он является лидером отряда мутантов, действующих в будущем.
- Бишоп, озвученный Исааком Рибнсоном-Смитом, появляется в мультсериале «Люди Икс ’97». В первых трёх сериях он состоит в заглавной команде, но в конце третьего эпизода возвращается в будущее.

### Видеоигры
- Бишоп является игровым персонажем в X-Men: Next Dimension.
- Бишоп является игровым персонажем в X-Men: Gamesmaster’s Legacy.
- В игре X-Men Legends Бишоп, озвученный Греем ДеЛайзлом, появляется в камео. В сиквеле игры X-Men Legends II: Rise of Apocalypse Бишоп является игровым персонажем, озвучил его Кари Пэйтон.
- Так же Бишоп появляется в игре Marvel: Ultimate Alliance 2, где его озвучил Эмерсон Брукс.
- Бишоп является игровым персонажем в Marvel Future Fight.